# 1937年香港
|        | 香港歷史 \| 香港歷史年表                                                                                                   |
| 世紀： | 19世紀香港 \| 20世紀香港 \| 21世紀香港                                                                                     |
| 年代： | 1900年代香港 \| 1910年代香港 \| 1920年代香港 \| 1930年代香港 \| 1940年代香港 \| 1950年代香港 \| 1960年代香港               |
| 年份： | 1933年香港 \| 1934年香港 \| 1935年香港 \| 1936年香港 \| 1937年香港 \| 1938年香港 \| 1939年香港 \| 1940年香港 \| 1941年香港 |
| 紀年： | 丁丑年（牛年）、香港開埠96周年                                                                                             |

## 領導人
- 國王：英皇佐治六世
- 總督：郝德傑爵士（~1937年4月16日） —》史美（署理）—》羅富國爵士（1937年10月28日~）

## 大事記
- 1月9日，平山湧浪灣永祥什貨店附近之海岸，看更誤為盜匪，開槍射死艇家。
- 1月16日，一列由香港開往廣州的九廣鐵路中午快車，在駛離東莞石龍站後發生大火災，80多人被燒死或跳車逃生時摔死，百餘人受傷。[1]
- 1月18日，赤柱監獄建成啟用。[2]
- 1月30日，城門水塘落成使用。[2]
- 2月14日，海陸空英軍在港演習。
- 2月24日，大埔船灣村富孀曾嬌被人勒殺斃命。
- 2月28日，新填地街323號空樓發生謀殺焚屍案。
- 3月14日，一輛貨車於灣仔莊士敦道與軍器廠街街市失事撞婦孺3人，造成2死1傷。[3]
- 3月16日，兩名印人於九龍城慈雲山腳沙田坳附近強姦兩名村婦。[4]
- 4月1日，舊灣仔街市啓用。
- 4月12日，新任廣東省政府主席吳鐵城到港官式訪問。
- 4月13日，瑪麗醫院建成啟用，瑪麗醫院是當時香港以至遠東地區規模最大的其中一家醫院。[2]
- 4月16日，在位時間最短的港督郝德傑爵士調任斯里蘭卡總督，輔政司史美署任港督。[2]
- 5月12日，香港舉行慶祝英皇佐治六世加冕大典。[2]
- 5月13日，先施公司監督陳麗珍，於九龍太子道被區興刺殺。
- 6月，舉行首次中學會考，423人合格。[2]
- 7月6日，
  - 荷李活道長興街街口發生刺殺案，1名睡街男子被另男子刺殺。[5]
  - 尖沙咀廣東道74號發生槍擊案。[5]
- 7月7日，中日戰爭全面爆發，遠東局勢愈益緊張，並引發大批為躲避戰火的難民從中國大陸逃難來港，使香港人口急增。
- 7月10日，香港華文報紙印刷工人約2,000人罷工，申報、華僑日報等暫時停刊。[2]
- 7月11日，落馬洲燕寮村發生謀殺案[6]。
- 7月22日，香港出現霍亂瘟疫，逾千人病歿。[2]
- 7月26日，蒲台島海面，小販葉華被梁根勒索茶瓷，葉華因拒絕而被殺。
- 9月2日，特大風災釀成11,000死88傷，至今為最多人死亡的香港風災，十號颶風信號歷時4.5小時[7]，風暴造成1,300多艘船沉沒，損失超過2,000萬港元。
- 9月21日，日軍在外海炸沉19艘香港漁船，死傷22人。[2]
- 10月28日，第20任港督羅富國爵士抵港[2]，於皇后碼頭上任履新，同日於督憲府內的立法局議事廳宣誓就任。
- 10月31日，旺角塘尾道大火木廠三間焚毀。[8]
- 12月15日，日機轟炸深圳，向與香港相隔3,4英里的深圳街市附近投下炸彈。[9]
- 本年：
  - 政府財政收入為3,311萬港元，支出3,211萬。[10]
  - 總人口為1,006,982名，其中外國人佔22,984名。[10]

## 出生
- 3月28日－鍾景輝，香港導演及演员。
- 7月7日－董建華，香港政治人物。1997年7月1日後，出任中華人民共和國香港特別行政區首任行政長官。
- 8月10日－容國團，香港傑出乒乓球運動員，曾代表中華人民共和國出戰世界乒乓球錦標賽奪得男單冠軍，後死於文化大革命。
- 9月29日－龔如心，香港華懋集團主席，亞洲第一女富豪。（2007年逝世）
- 10月6日－夏萍，香港演員。（2019年逝世）
- 10月8日－何藩，香港演員。（2016年逝世）

## 資料來源
1. ↑  . 工商日報頭版. 1937年1月17日.（繁體中文）
2. 1 2 3 4 5 6 7 8 9 10  湯開建 蕭國健 陳佳榮. . 麒麟書業有限公司. 1998年: 頁484. ISBN 9622321232.（繁體中文）
3. ↑  香港華字晚報, 1937-03-15 第2頁
4. ↑  香港工商日報, 1937-03-18 第9頁
5. 1 2  工商晚報, 1937-07-06  第4頁
6. ↑  香港華字晚報, 1937-07-12 第2頁
7. ↑  . 工商日報第三張第一版. 1937年9月3日.（繁體中文）
8. ↑  香港華字日報, 1937-12-01 第7頁
9. ↑  工商晚報, 1937-12-16 第4頁
10. 1 2  湯開建 蕭國健 陳佳榮. . 麒麟書業有限公司. 1998年: 頁485. ISBN 9622321232.（繁體中文）